# Nati nel 1939/Aprile
| Questa pagina contiene informazioni ricavate automaticamente dalle voci biografiche con l'ausilio del template Bio e di un bot. L'aggiornamento è periodico e automatico e ricostruisce completamente la pagina. Se manca una persona in questa lista, sei pregato di non aggiungerla, ma accertati piuttosto che la sua voce biografica contenga il template Bio e che i dati anagrafici siano correttamente compilati. Se il template Bio manca, inseriscilo tu stesso o, in alternativa, metti l'avviso {{tmp\|Bio}} che ne segnala la mancanza. Se i dati riportati sono sbagliati, correggi direttamente la voce biografica; le modifiche saranno visibili in questa lista entro pochi giorni. Per chiarimenti vedi il progetto biografie. La lista contiene solo le 222 persone che sono citate nell'enciclopedia e per le quali è stato implementato correttamente il template Bio. Pagina aggiornata al 26 lug 2025. |

- 1º aprile - Wilhelm Bungert, ex tennista tedesco
- 1º aprile - Hugo Carmona, ex calciatore peruviano
- 1º aprile - Martino Corda, politico italiano († 2024)
- 1º aprile - Vitalij Davydov, ex hockeista su ghiaccio sovietico
- 1º aprile - Arnoldo Granella, calciatore italiano († 2022)
- 1º aprile - Józef Grudzień, pugile polacco († 2017)
- 1º aprile - Ali MacGraw, attrice e ex modella statunitense
- 1º aprile - Alfonso Maierù, storico della filosofia italiano († 2011)
- 1º aprile - Ferruccio Marotti, storico italiano
- 1º aprile - Mary K. Gaillard, fisica statunitense († 2025)
- 1º aprile - Katsushi Murata, mafioso giapponese († 2013)
- 1º aprile - Phil Niekro, giocatore di baseball statunitense († 2020)
- 1º aprile - Alfredo Tulli, cestista e allenatore di pallacanestro argentino († 2012)
- 2 aprile - Palmerio Ariu, carabiniere italiano († 1965)
- 2 aprile - Marvin Gaye, cantautore, produttore discografico e arrangiatore statunitense († 1984)
- 2 aprile - Óscar López Vázquez, calciatore colombiano († 2005)
- 3 aprile - Manuela Angeli, ex pattinatrice artistica su ghiaccio italiana
- 3 aprile - Wilhelm Burmann, ballerino tedesco († 2020)
- 3 aprile - Bruno Dietrich, attore tedesco
- 3 aprile - Silvano Girotto, religioso italiano († 2022)
- 3 aprile - Günter Kubisch, calciatore tedesco orientale († 2005)
- 3 aprile - Martha Lossio, cestista peruviana († 2023)
- 3 aprile - Rudolf Vesper, ex lottatore tedesco
- 3 aprile - François de Roubaix, musicista e compositore francese († 1975)
- 4 aprile - Bill Bridges, cestista statunitense († 2015)
- 4 aprile - Joe Dean, ex calciatore inglese
- 4 aprile - Darlene Hooley, politica statunitense
- 4 aprile - Howie Hughes, hockeista su ghiaccio canadese († 2025)
- 4 aprile - Hugh Masekela, musicista, cantante e trombettista sudafricano († 2018)
- 4 aprile - Angelo Ogliari, ex calciatore italiano
- 4 aprile - Alexander Segger George, botanico australiano
- 4 aprile - Jacques Stamm, ex calciatore francese
- 4 aprile - Ernie Terrell, pugile statunitense († 2014)
- 4 aprile - Danny Thompson, polistrumentista inglese
- 5 aprile - David L. Goodstein, fisico statunitense († 2024)
- 5 aprile - Christian Goudineau, storico francese († 2018)
- 5 aprile - Luigi Marchesi, fumettista italiano († 2006)
- 5 aprile - Jean Penders, politico olandese († 2025)
- 5 aprile - Crispian St. Peters, cantante, musicista e chitarrista britannico († 2010)
- 5 aprile - David Winters, attore, ballerino e coreografo britannico († 2019)
- 5 aprile - Leka Zogu, politico albanese († 2011)
- 5 aprile - Haydar Abu Bakr al-Attas, politico yemenita
- 6 aprile - Eugeniusz Faber, calciatore polacco († 2021)
- 6 aprile - Jerry Krause, dirigente sportivo statunitense († 2017)
- 6 aprile - Giuseppe Morabito, politico e avvocato italiano
- 6 aprile - John Sculley, dirigente d'azienda statunitense
- 6 aprile - Cor Veldhoen, calciatore olandese († 2005)
- 7 aprile - Gerardo Altuna, ex calciatore peruviano
- 7 aprile - Lino Brocka, regista e sceneggiatore filippino († 1991)
- 7 aprile - Francis Ford Coppola, regista, sceneggiatore e produttore cinematografico statunitense
- 7 aprile - David Frost, conduttore televisivo, produttore televisivo e scrittore britannico († 2013)
- 7 aprile - Pedro María Iturriaga, calciatore spagnolo († 2006)
- 7 aprile - Kjell Kaspersen, ex calciatore norvegese
- 7 aprile - Óscar Tomás López, ex calciatore argentino
- 7 aprile - Satur Ocampo, attivista, politico e giornalista filippino
- 7 aprile - Alberto Ormaetxea, calciatore e allenatore di calcio spagnolo († 2005)
- 7 aprile - Maurizio Thermes, ex calciatore italiano
- 7 aprile - Brett Whiteley, pittore, scultore e disegnatore australiano († 1992)
- 7 aprile - Vaçe Zela, cantante albanese († 2014)
- 8 aprile - Mary Leona Gage, modella statunitense († 2010)
- 8 aprile - Edwin Frederick O'Brien, cardinale e arcivescovo cattolico statunitense
- 8 aprile - Martin J. Schreiber, politico statunitense
- 9 aprile - Edoardo Farina, compositore, clavicembalista e pianista italiano († 2018)
- 9 aprile - Theotonius Gomes, vescovo cattolico bangladese
- 9 aprile - George Harrison, nuotatore statunitense († 2011)
- 9 aprile - Michael Learned, attrice statunitense
- 9 aprile - Paola Pallottino, storica dell'arte, illustratrice e paroliera italiana
- 9 aprile - Gernot Roll, direttore della fotografia tedesco († 2020)
- 9 aprile - Delma Savorelli, velocista italiana
- 9 aprile - Margo Smith, cantante statunitense († 2024)
- 9 aprile - Hugo Villanueva, calciatore cileno († 2024)
- 9 aprile - Marina Šamal', ex nuotatrice sovietica
- 10 aprile - Nanni Cagnone, poeta e scrittore italiano
- 10 aprile - Placido Cherchi, antropologo, filosofo e attivista italiano († 2013)
- 10 aprile - Joar Hoff, dirigente sportivo, allenatore di calcio e calciatore norvegese († 2019)
- 10 aprile - Claudio Magris, scrittore, saggista e germanista italiano
- 10 aprile - Roger Moore, giocatore di poker statunitense († 2011)
- 10 aprile - Luciano Pellicani, sociologo, politologo e giornalista italiano († 2020)
- 10 aprile - Harry Swinney, fisico statunitense
- 10 aprile - Alexandros Tombazis, architetto greco († 2024)
- 11 aprile - Giancarlo Bertini, ex calciatore italiano
- 11 aprile - Teodoro Crea, mafioso italiano
- 11 aprile - Louise Lasser, attrice statunitense
- 11 aprile - Whitey Martin, ex cestista statunitense
- 11 aprile - Lenie de Nijs, nuotatrice olandese († 2023)
- 12 aprile - Alan Ayckbourn, drammaturgo britannico
- 12 aprile - Michael Fried, critico d'arte e storico dell'arte statunitense
- 12 aprile - William M. Hoffman, drammaturgo, sceneggiatore e librettista statunitense († 2017)
- 12 aprile - Philippe Moureaux, politico belga († 2018)
- 13 aprile - Barbara-Rose Collins, politica statunitense († 2021)
- 13 aprile - Aurora Echagüe, cestista cilena († 2024)
- 13 aprile - Seamus Heaney, poeta nordirlandese († 2013)
- 13 aprile - Alois Kälin, ex sciatore nordico svizzero
- 13 aprile - Christian Kuhnke, ex tennista tedesco
- 13 aprile - Jean-Claude Périsset, arcivescovo cattolico svizzero
- 13 aprile - Paul Sorvino, attore e regista statunitense († 2022)
- 14 aprile - Tony Astarita, cantante italiano († 1998)
- 14 aprile - Harald Bersaas, allenatore di calcio norvegese
- 14 aprile - Giovanni Caselli, antropologo italiano
- 14 aprile - István Nagy, calciatore ungherese († 1999)
- 14 aprile - Nino Russo, regista, sceneggiatore e drammaturgo italiano
- 14 aprile - Eiko Wada, ex nuotatrice giapponese
- 15 aprile - Manfred Baum, filosofo tedesco
- 15 aprile - Carlo Ginzburg, storico e saggista italiano
- 15 aprile - Johan Masreliez, fisico, ingegnere e imprenditore svedese
- 15 aprile - Jaime Paz Zamora, politico boliviano
- 15 aprile - Claudio Velluti, cestista e altista italiano († 2024)
- 15 aprile - Marty Wilde, cantante e attore britannico
- 15 aprile - Howard Winstone, pugile britannico († 2000)
- 16 aprile - Carlo Chiappi, architetto italiano († 2001)
- 16 aprile - Boris Dvornik, attore croato († 2008)
- 16 aprile - Giovanni Ferraguti, fotografo e giornalista italiano
- 16 aprile - Ilario Lanivi, politico italiano
- 16 aprile - Dusty Springfield, cantante britannica († 1999)
- 16 aprile - Anna Strasberg, attrice venezuelana († 2024)
- 16 aprile - Laurent Verbiest, calciatore belga († 1966)
- 16 aprile - Luigi Zanchetta, ciclista su strada italiano († 2008)
- 17 aprile - Francis Bazire, ciclista su strada francese († 2022)
- 17 aprile - Paul Carbonaro, ex calciatore maltese
- 17 aprile - Gilberto Cavicchioli, scrittore e politico italiano
- 17 aprile - Piero De Martini, architetto, designer e musicologo italiano
- 17 aprile - Ermanno Detti, giornalista, saggista e scrittore italiano
- 17 aprile - Paolo Fabbri, semiologo italiano († 2020)
- 17 aprile - Ireneo di Gerusalemme, arcivescovo ortodosso greco († 2023)
- 17 aprile - Lynda Lee Mead, ex modella statunitense
- 17 aprile - Aniceto Molina, cantautore e fisarmonicista colombiano († 2015)
- 18 aprile - Walter Außendorfer, slittinista italiano († 2019)
- 18 aprile - Agustín Bertomeu, ex cestista spagnolo
- 18 aprile - Alba Gonzales, scultrice italiana († 2024)
- 18 aprile - Ken Rohloff, ex cestista statunitense
- 18 aprile - Vincenzo Rosito, calciatore italiano († 2020)
- 18 aprile - Ángel Rubio Castro, vescovo cattolico spagnolo
- 19 aprile - Italo De Lorenzo, bobbista e imprenditore italiano († 2025)
- 19 aprile - Jack Foley, cestista statunitense († 2020)
- 19 aprile - Ali Khamenei, politico, religioso e militare iraniano
- 19 aprile - Christopher Miles, regista e sceneggiatore britannico († 2023)
- 19 aprile - E. Clay Shaw, Jr., politico statunitense († 2013)
- 19 aprile - Adolfína Tkačíková, ex ginnasta cecoslovacca
- 19 aprile - Jan Władysław Woś, storico polacco
- 20 aprile - Peter S. Beagle, scrittore statunitense
- 20 aprile - Gro Harlem Brundtland, medico e politica norvegese
- 20 aprile - Joe Camp, regista e sceneggiatore statunitense († 2024)
- 20 aprile - Camille Dimmer, calciatore e politico lussemburghese († 2023)
- 20 aprile - Katherine V. Forrest, scrittrice canadese
- 20 aprile - Vyvyan Lorrayne, danzatrice sudafricana († 2022)
- 20 aprile - Maurizio Nannucci, artista italiano
- 21 aprile - Mario Collevecchio, politico italiano
- 21 aprile - Ian Gibson, storico e ispanista irlandese
- 21 aprile - Luciano Nanni, filosofo e semiologo italiano
- 21 aprile - Helen Prejean, religiosa statunitense
- 21 aprile - Louis Provelli, calciatore francese († 2014)
- 21 aprile - Susan Roberts, ex nuotatrice sudafricana
- 21 aprile - Cicci Santucci, trombettista e compositore italiano
- 21 aprile - Vittorio Sindoni, regista e sceneggiatore italiano
- 22 aprile - Juan Guzmán, giudice cileno († 2021)
- 22 aprile - Jason Miller, attore, drammaturgo e sceneggiatore statunitense († 2001)
- 22 aprile - Ann Mitchell, attrice britannica
- 22 aprile - Jurij Šarov, schermidore sovietico († 2021)
- 22 aprile - Nilda Sklerevicius, ex cestista argentina
- 22 aprile - Theo Waigel, politico tedesco
- 23 aprile - David Birney, attore statunitense († 2022)
- 23 aprile - Franca De Stradis, doppiatrice e direttrice del doppiaggio italiana († 2021)
- 23 aprile - Maureen Jennings, scrittrice canadese
- 23 aprile - Karl Kraus, geodeta tedesco († 2006)
- 23 aprile - Lee Majors, attore statunitense
- 23 aprile - Ray Peterson, cantante statunitense († 2005)
- 23 aprile - Fritz Pott, calciatore tedesco († 2015)
- 23 aprile - Jacques Schlosser, biblista e presbitero francese († 2024)
- 23 aprile - Stanisław Wielgus, arcivescovo cattolico polacco
- 23 aprile - Patrick Williams, compositore, arrangiatore e direttore d'orchestra statunitense († 2018)
- 24 aprile - Kurt Andersson, ex calciatore e ex hockeista su ghiaccio svedese
- 24 aprile - Adelio Colombo, calciatore, allenatore di calcio e dirigente sportivo italiano († 2024)
- 24 aprile - Vittorio Fusco, vescovo cattolico e biblista italiano († 1999)
- 24 aprile - Giovanni Gaiti, politico italiano
- 24 aprile - Lili Ivanova, cantante bulgara
- 24 aprile - Pertti Laanti, ex cestista finlandese
- 24 aprile - Fergie McCormick, rugbista a 15 neozelandese († 2018)
- 24 aprile - Nick Pagano, cantante italiano († 1999)
- 24 aprile - Ernst Zündel, pubblicista tedesco († 2017)
- 24 aprile - Šefket Čapadžiev, imprenditore e filantropo statunitense
- 25 aprile - Robert Skidelsky, storico e economista britannico
- 25 aprile - Patrick Anson, V conte di Lichfield, fotografo e nobile inglese († 2005)
- 25 aprile - Tarcisio Burgnich, calciatore e allenatore di calcio italiano († 2021)
- 25 aprile - Marco Cugno, traduttore italiano († 2012)
- 25 aprile - Cesare Gerolimetto, fotografo italiano
- 25 aprile - Ted Kooser, poeta statunitense
- 25 aprile - Michael Llewellyn-Smith, diplomatico e storico britannico
- 25 aprile - Frane Nonković, pallanuotista jugoslavo († 2023)
- 25 aprile - Kees Okx, pittore olandese († 2015)
- 25 aprile - Fabio Pajella, tuffatore italiano († 2003)
- 26 aprile - Jean-Guy Brunet, ex sciatore alpino e allenatore di sci alpino canadese
- 26 aprile - Paride Calonghi, attore italiano († 1979)
- 26 aprile - Stefano Jacini, scrittore, giornalista e editore italiano
- 26 aprile - Klaus Schlenkrich, ex pallanuotista tedesco orientale
- 26 aprile - Bill Smith, cestista statunitense († 2023)
- 26 aprile - Ferdinand Wenauer, calciatore tedesco († 1992)
- 27 aprile - Koldo Aguirre, allenatore di calcio e calciatore spagnolo († 2019)
- 27 aprile - Rita Di Leo, storica e economista italiana
- 27 aprile - Stanisław Dziwisz, cardinale e arcivescovo cattolico polacco
- 27 aprile - Néstor Errea, calciatore argentino († 2005)
- 27 aprile - Joan Hannah, ex sciatrice alpina statunitense
- 27 aprile - Victor Saúde Maria, politico guineense († 1999)
- 27 aprile - Erik Pevernagie, pittore belga
- 27 aprile - Norberto Raffo, allenatore di calcio e calciatore argentino († 2008)
- 27 aprile - João Bernardo Vieira, politico e militare guineense († 2009)
- 28 aprile - Luigi Cremonini, imprenditore italiano
- 28 aprile - Burkhard Driest, attore, sceneggiatore e produttore cinematografico tedesco († 2020)
- 28 aprile - Halina Sikorzyńska, ex cestista polacca
- 28 aprile - Hank Whitney, cestista statunitense († 2020)
- 28 aprile - Emily Yancy, attrice statunitense
- 28 aprile - Michiyo Yasuda, animatrice giapponese († 2016)
- 29 aprile - Wolf Donner, giornalista e critico cinematografico tedesco († 1994)
- 29 aprile - Giovanni Levi, storico italiano
- 29 aprile - Klaus Rinke, artista tedesco
- 29 aprile - Alfonso Rodríguez Salas, calciatore spagnolo († 1994)
- 29 aprile - Corrie Schimmel, ex nuotatrice olandese
- 30 aprile - Bruno Habārovs, schermidore sovietico († 1994)
- 30 aprile - Edward Kleban, compositore e paroliere statunitense († 1987)
- 30 aprile - Charles Samoy, allenatore di calcio e ex calciatore francese
- 30 aprile - Roberto Vigevani, scrittore, saggista e pittore italiano
- 30 aprile - Pieter van Vollenhoven, giurista olandese
- 30 aprile - Ellen Taaffe Zwilich, compositrice statunitense